# 邝鄘

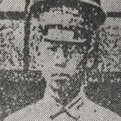
邝鄘

邝鄘（1897年—1928年6月5日），又名光炉，号爱陶，中国湖南耒阳仁义乡邝家村人。中国工农红军早期高级将领。
邝七岁入私塾读书。1919年考入湖南省立第一中学，在校期间因积极参加五四运动而被开除，一度投叶开鑫部下当兵，但不满其腐败而自动退出。1922年在朋友资助下，考入北平大学师范科。1923年在北大加入中国共产党。
1924年，奉命考入黄埔军校第二期，由于其成绩突出，得到校长蒋介石器重，毕业后留校长办公室工作。1926年7月，任国民革命军第四军政治部宣传科科长，他将法国儿歌雅克兄弟重新填词，成为风靡一时的军歌“国民革命歌”。国民革命军攻克武汉后，调任第四军叶挺独立团营长。
1927年8月1日，邝率部参加南昌起义。失败后随朱德等进入湘南，参加湘南起义。1928年5月4日，朱德部和毛泽东率领的秋收起义部队于井冈山会师，邝鄘任红四军十二师三十四团团长。不久，邝改任中国工农红军湘南第一路游击队司令，奉命回耒阳开辟根据地。6月遭敌围困被俘，邝拒绝招降，在留下“杀了邝鄘，还有邝鄘”八个大字后被处决。位于耒阳的邝鄘墓为衡阳市文物保护单位。